# Batalha da Ilha Savo
A Batalha da Ilha Savo, também conhecida como Primeira Batalha da Ilha Savo e, em fontes japonesas, Primeira Batalha do Mar de Salomão (第一次ソロモン海戦, Dai - ichi-ji Soromon Kaisen), foi uma batalha naval ocorrida em 8 e 9 de agosto de 1942 no estreito conhecido como Ironbottom Sound, no âmbito da Guerra do Pacífico na Segunda Guerra Mundial, travada entre a Marinha Imperial Japonesa e as forças navais aliadas. Esta batalha foi o primeiro grande confronto naval da campanha de Guadalcanal.